# Партнёры (телесериал, 2012)
«Партнёры» (англ. Partners) — американский комедийный сериал, премьера которого состоялась на телеканале CBS с 24 сентября по 12 ноября 2012 года. Авторы идеи — Дэвид Коэн и Макс Мучник, ранее работавшие вместе над созданием ситкома «Уилл и Грейс».

## Сюжет
Дружба двух коллег-архитекторов проходит проверку на прочность любовными увлечениями — Джо обручается со своей девушкой Эли, а у Луиса роман с парнем по имени Уайатт.

## Актёры и персонажи

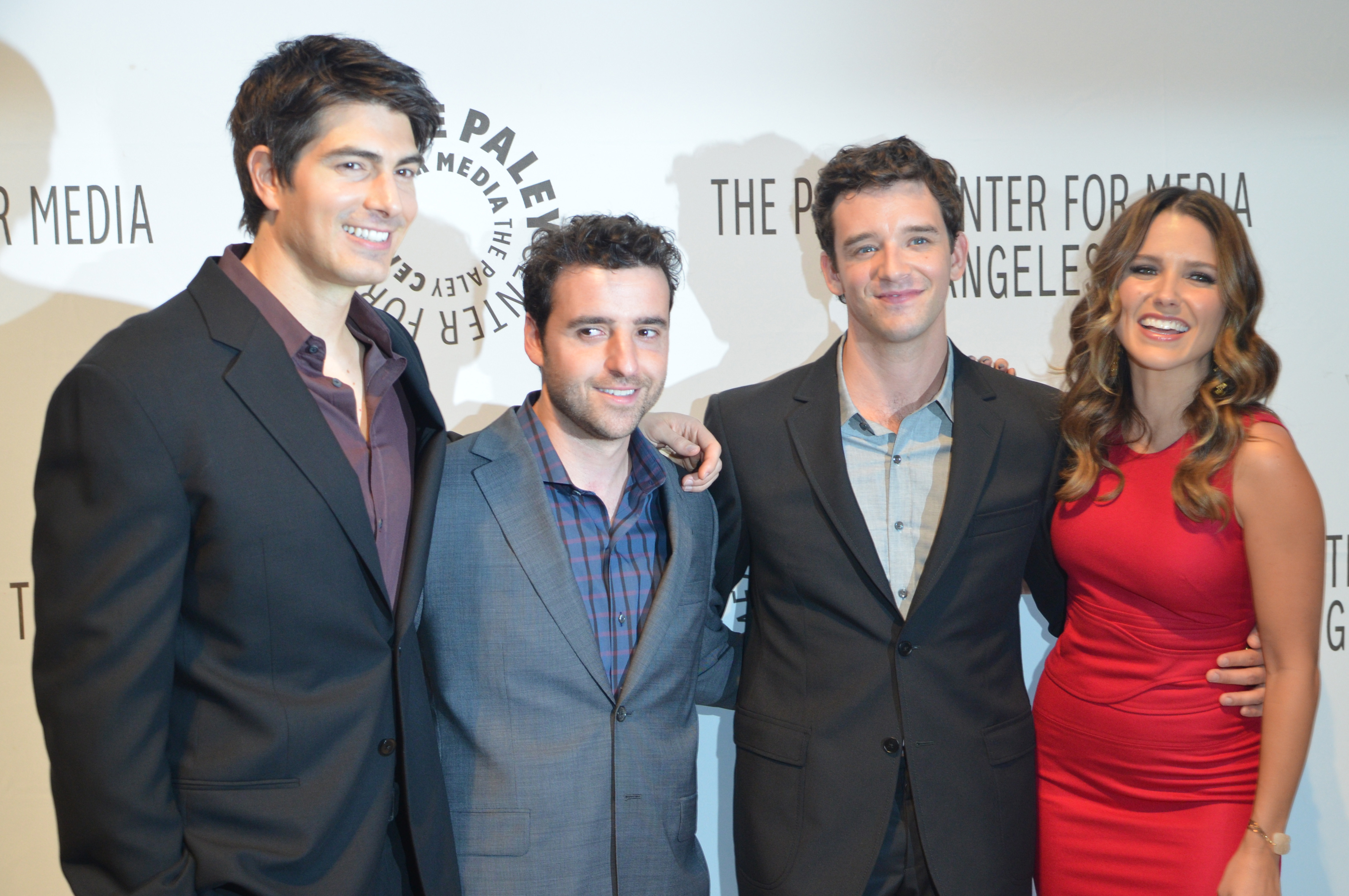
Исполнители главных ролей Брэндон Рут, Дэвид Крамхолц, Майкл Ури и София Буш

### Основной состав
- Майкл Ури — Луис Макманус
- Дэвид Крамхолц — Джо Гудмэн
- София Буш — Эли Лэндоу
- Брэндон Рут — Уайатт Планк

### Второстепенный состав
- Трейси Вилар — Ро-Ро
- Молли Шеннон — Кассандра
- Пола Кристенсен — Лорейн
- Джилиан Белл — Рената
- Джейсон Склэр — Джорди Блевинс
- Рэнди Склэр — Нэйт Блевинс

## Обзор сезонов
| Сезон | Сезон | Количество эпизодов | Премьера первого эпизода | Премьера последнего эпизода | Дата выхода DVD | Дата выхода DVD | Дата выхода DVD | Количество зрителей (млн) |
| Сезон | Сезон | Количество эпизодов | Премьера первого эпизода | Премьера последнего эпизода | Регион 1        | Регион 2        | Регион 4        | Количество зрителей (млн) |
| ----- | ----- | ------------------- | ------------------------ | --------------------------- | --------------- | --------------- | --------------- | ------------------------- |
|       | 1     | 13                  | 24 сентября 2012         | 12 ноября 2012              | н/д             | н/д             | н/д             | н/д                       |

## Список эпизодов
CBS снял сериал с эфира после шести (из 13 отснятых) эпизодов в связи с низкими рейтингами. Оставшиеся серии позже вышли при показе шоу в других странах.
| №  | №  | Название                                                               | Режиссёр(ы)    | Сценарист(ы)                           | Дата показа в США | Зрители |
| -- | -- | ---------------------------------------------------------------------- | -------------- | -------------------------------------- | ----------------- | ------- |
| 1  | 1  | «Pilot» «Пилот»                                                        | Джеймс Берроуз | Дэвид Коэн и Макс Мучник               | 24 сентября 2012  | 6,56    |
| 2  | 2  | «Chicken & Stuffing» «Цыплята и начинка»                               | Джеймс Берроуз | Дэвид Коэн, Макс Мучник и Джефф Астроф | 1 октября 2012    | 5,76    |
| 3  | 3  | «The Jeter Exception» «Исключение Джетера»                             | Джеймс Берроуз | Джефф Астроф                           | 8 октября 2012    | TBA     |
| 4  | 4  | «The Key» «Ключ»                                                       | Джеймс Берроуз | Дэвид Коэн и Макс Мучник               | 15 октября 2012   | TBA     |
| 5  | 5  | «2 Broke Guys» «2 парня на мели»                                       | Джеймс Берроуз | Дэвид Коэн и Макс Мучник               | 5 ноября 2012     | TBA     |
| 6  | 6  | «Temporary Insanity» «Временное помешательство»                        | Джеймс Берроуз | Джефф Астроф                           | 12 ноября 2012    | TBA     |
| 7  | 7  | «My Best Friend’s Wedding Ring» «Свадебное кольцо моего лучшего друга» | Джеймс Берроуз | Дэвид Коэн и Макс Мучник               | TBA               | TBA     |
| 8  | 8  | «Troubled Waters» «Неспокойные воды»                                   | Джеймс Берроуз | Илана Верник и Джон Ригги              | TBA               | TBA     |
| 9  | 9  | «Pretty Funny» «Забавная красотка»                                     | Джеймс Берроуз | Дэвид Коэн и Макс Мучник               | TBA               | TBA     |
| 10 | 10 | «Straight Man’s Best Friend» «Лучший друг натурала»                    | Джеймс Берроуз | Лестер Льюис, Дэвид Коэн и Макс Мучник | TBA               | TBA     |
| 11 | 11 | «The Archives» «Арчи»                                                  | Джеймс Берроуз | Илана Верник                           | TBA               | TBA     |
| 12 | 12 | «Two Nines and a Pair of Queens» «Две девятки и пара дам»              | Джеймс Берроуз | Джефф Астроф                           | TBA               | TBA     |
| 13 | 13 | «Sperm und Drang» «Сперма и натиск»                                    | Джеймс Берроуз | Джефф Астроф                           | TBA               | TBA     |

## Отзывы критиков
Пилотный эпизод получил в основном негативные и смешанные отзывы от критиков, которые называли его посредственным и неоригинальным.